# Pervez Hoodbhoy
Pervez Amirali Hoodbhoy ou plus simplement Pervez Hoodbhoy (en ourdou : پرویز ہودبھائی), né le 11 juillet 1950 à Karachi, est un physicien nucléaire et activiste pakistanais. Il est notamment connu pour son travail sur le modèles des partons, les corps commutatifs, la supersymétrie et l'algèbre générale. Par ailleurs, il est aussi connu pour ses prises de position en faveur de la liberté d'expression, l'éducation et le sécularisme dans son pays. 

## Jeunesse et études
Pervez Hoodbhoy est né le 11 juillet 1950 à Karachi, plus grande ville du pays située au sud de la province du Sind. Il fait sa scolarité primaire et secondaire dans la ville, au Karachi Grammar School. Il part ensuite aux États-Unis pour rejoindre le Massachusetts Institute of Technology (MIT). Il obtient en 1973 un Bachelor of Science en mathématiques, physique du solide et électrotechnique. Cinq années plus tard, il soutient sa thèse en 1978 sur la physique nucléaire et était durant cette période professeur assistant au MIT. Jusqu'en 1983, il fait ses études post-doctorales à l'Université de Washington

## Carrière scientifique

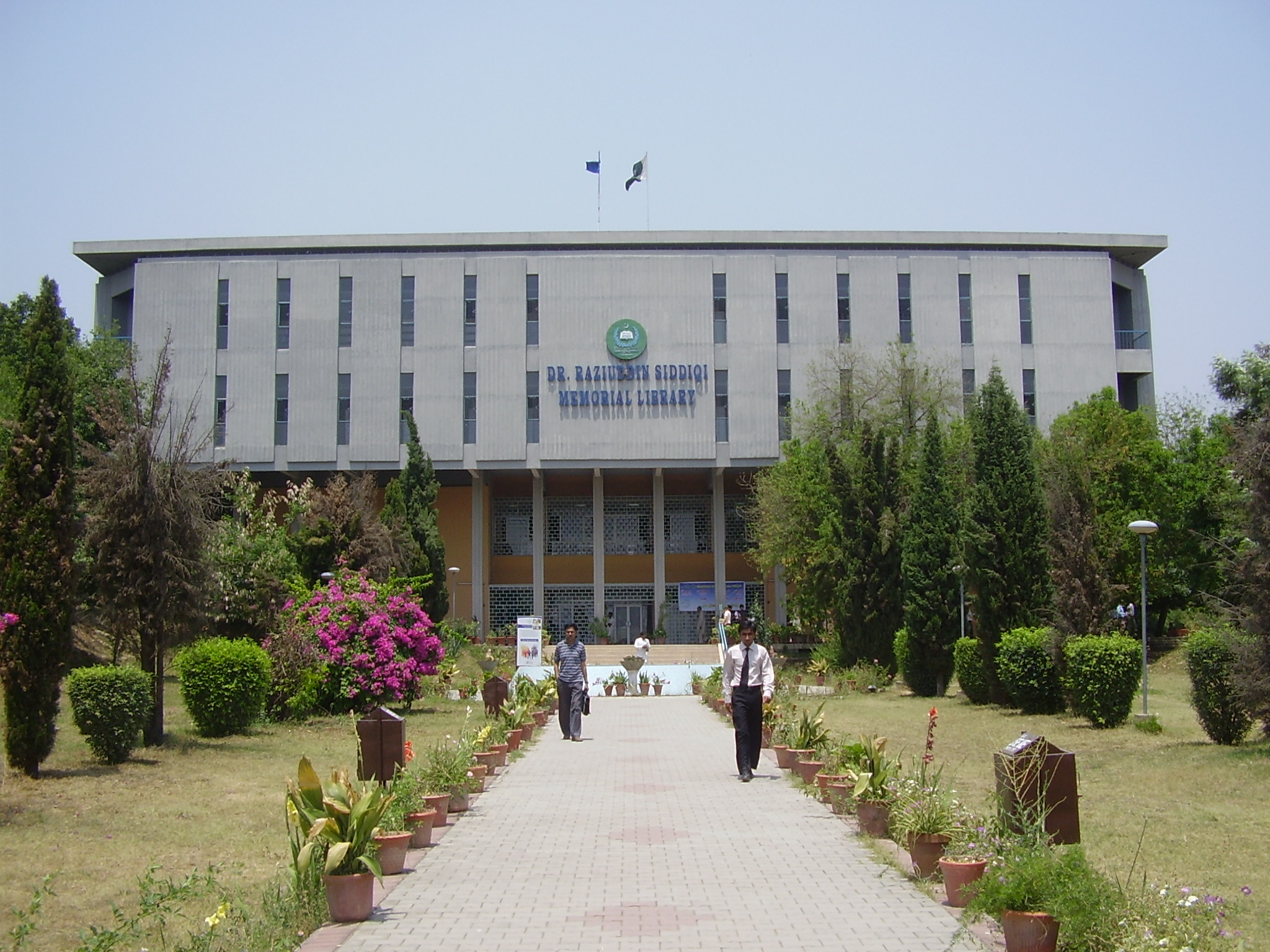
L'Université Quaid-i-Azam.

Pervez Hoodbhoy est l'un des scientifiques les plus reconnus du Pakistan. Spécialisé dans la physique nucléaire, il est particulièrement remarqué pour son travail sur le modèles des partons, les corps commutatifs, la supersymétrie et l'algèbre générale. Il enseigne dans les plus prestigieuses université du pays, notamment l'Université Quaid-i-Azam d'Islamabad. Dans les années 1970, il travaille auprès de Abdus Salam, autre physicien pakistanais et titulaire du Prix Nobel de physique en 1979. En 1984, Pervez Hoodbhoy reçoit le Prix Abdus Salam avant de recevoir des récompenses internationales, à savoir le prix Fulbright en 1998 et le prix Kalinga en 2003.

## Prises de positions
Pervez Hoodbhoy est aussi largement remarqué pour ses prises de positions politiques. Il s'exprime surtout sur les relations entre l'Islam, la science et l'éducation. Il dénonce une rupture entre l'Islam et la science, qu'il souhaite réconcilier. Il pointe la contribution passée de la civilisation islamique à la science mais regrette un « développement bloqué ». Il soutient une interprétation allégorique du Coran plutôt que littérale. Selon lui, pour reprendre la main sur les sciences, les « musulmans ont besoin de se libérer des visions dogmatiques et d'adopter une culture du questionnement plutôt que de l'obéissance ».
Pervez Hoodbhoy s'exprime fréquemment dans certains médias pakistanais, notamment les journaux anglophones Dawn de 2014 à 2018 et The Express Tribune de 2011 à 2013. Il se prononce notamment contre l'extrémisme religieux, en faveur d'une éducation séculière et plus généralement pour la liberté d'expression et contre les régimes militaires. Il a notamment soutenu des enquêtes judiciaires sur le dossiers des « personnes disparues », activistes souvent pro-baloutche soupçonnés d'avoir été victimes de disparitions forcées de l'armée pakistanaise.